# 수영 배영 50m 대한민국 기록 추이
수영 배영 50m 대한민국 기록 추이는 다음과 같다.

## 남자
| # | 기록    | 차이     | 선수   | 소속         | 날짜         | 대회명                                    | 개최 도시             | 경기장                 | 주석 및 기타                          | 동영상 |
|   | 28초 54 |          | 지상준 | 금천고       | 1989. 04. 27 | 제44회 전국 수영 대회 (고등부 예선)       | 대한민국 대구         | 두류 수영장            | 종전 기록 :31초 79                    |        |
|   | 28초 22 | - 0.32초 | 김찬섭 | 한국체대     | 1989. 04. 27 | 제44회 전국 수영 대회                     | 대한민국 대구         | 두류 수영장            | 남대부 결선                           |        |
|   | 28초 01 | - 0.21초 | 지상준 | 충북금천고   | 1990. 04. 05 | 제45회 전국 수영 대회                     | 대한민국 대구         | 두류 수영장            | [ 3 ]                                 |        |
|   | 27초 36 | - 0.65초 | 안진옥 | 서울체고     | 1992. 04. 01 | 제47회 전국 수영 대회                     | 대한민국 부산         | 사직 수영장            | [ 4 ]                                 |        |
|   | 27초 32 | - 0.04초 | 지상준 | 한국체대     | 1994. 03. 09 | 제49회 전국 수영 선수권 대회              | 대한민국 전주         | 전주실내 수영장        |                                       |        |
|   | 27초 01 | - 0.31초 | 지상준 | 새한미디어   | 1996. 03. 21 | 제51회 회장배전국수영대회                 | 대한민국 부산         | 사직 실내 수영장       | [ 5 ]                                 |        |
|   | 26초 53 | - 0.48초 | 김민석 | 한진중공업   | 2001. 03. 17 | 제1회 아레나 코리아 오픈 수영 선수권 대회 | 대한민국 제주         | 제주 실내 수영장       | 예선                                  |        |
|   | 26초 38 | - 0.15초 | 성민   | 한국체대     | 2001. 08. 25 | 제21회 하계 유니버시아드                  | 중화인민공화국 베이징 |                        | 준결선 6위로 결선 진출.               |        |
|   | 26초 10 | - 0.28초 | 성민   | 한국체대     | 2002. 03. 22 | 제2회 코리아 오픈 수영 대회               | 대한민국 제주         | 제주 실내 수영장       | 생애 수영 10번째 수영 대한민국 신기록 |        |
|   | 25초 92 | - 0.18초 | 성민   | 한국체대     | 2003. 08. 26 | 제22회 하계 유니버시아드                  | 대한민국 대구         | 두류 수영장            | 4위                                   |        |
|   | 25초 59 | - 0.33초 | 성민   | 한국체대     | 2005. 08     | 제23회 하계 유니버시아드                  | 튀르키예 이즈미르     |                        | 2위                                   |        |
|   | 25초 57 | - 0.02초 | 성민   | 서울시청     | 2006. 12. 07 | 제15회 아시안 게임                        | 카타르 도하           |                        | 3위                                   |        |
|   | 25초 44 | - 0.13초 | 성민   | 서울시청     | 2009. 04. 29 | 제81회 동아 수영 대회                     | 대한민국 김천         | 김천 실내 수영장       |                                       |        |
|   | 25초 29 | - 0.15초 | 성민   | 서울시청     | 2009. 10. 24 | 제90회 전국 체육 대회                     | 대한민국 대전         | 용운 국제 수영장       |                                       |        |
|   | 25초 08 | - 0.21초 | 원영준 | 효원고       | 2015. 10. 20 | 제90회 전국 체육 대회                     | 대한민국 김천         | 김천실내수영장         | 고등부 예선                           |        |
|   | 25초 07 | - 0.01초 | 원영준 | 전남수영연맹 | 2016. 04. 20 | 제88회 동아수영대회                       | 대한민국 광주         | 광주 남부대 국제수영장 | 일반부 결선                           |        |
|   | 25초 02 | - 0.05초 | 원영준 | 전남수영연맹 | 2017. 07. 29 | 제17회 세계 수영 선수권 대회              | 헝가리 부다페스트     | 다뉴브 아레나          | 준결선 1조 7위                        |        |

## 여자
| # | 기록    | 차이     | 선수   | 소속       | 날짜           | 대회명                                    | 개최지                | 경기장                 | 주석 및 기타                        | 동영상 |
|   | 31초 40 | -        | 이지현 | 망미여중   | 1992. 04. 01   | 제47회 전국 수영 대회                     | 대한민국 부산         | 사직 수영장            | 예선(종전 기록:31.49, 5년만에 갱신) |        |
|   | 31초 32 | - 0.08초 | 이지현 | 망미여중   | 1992. 04. 01   | 제47회 전국 수영 대회                     | 대한민국 부산         | 사직 수영장            | 결선                                |        |
|   | 31초 25 | - 0.07초 | 이창하 | 은평여고   | 1993. 03. 15   | 제48회 전국 수영 대회                     | 대한민국 대구         | 두류 수영장            | [ 8 ]                               |        |
|   | 31초 12 | - 0.13초 | 이지현 | 망미여중   | 1993. 04. 08   | 제65회 동아 수영 대회                     | 대한민국 서울         | 올림픽 수영장          | 100m 구간 기록                      |        |
|   | 31초 04 | - 0.08초 | 이지현 | 망미여중   | 1993. 05. 12   | 제1회 동아시아 경기 대회                  | 중화인민공화국 상하이 |                        | 결선 100m 구간 기록                 |        |
|   | 30초 62 | - 0.42초 | 이지현 | 망미여중   | 1993. 05. 30   | 제22회 전국 소년 체육 대회                | 대한민국 서울         | 올림픽 수영장          | 예선.                               |        |
|   | 30초 52 | - 0.10초 | 이지현 | 망미여중   | 1993. 05. 30   | 제22회 전국 소년 체육 대회                | 대한민국 서울         | 올림픽 수영장          | 결선.                               |        |
|   | 30초 30 | - 0.22초 | 이지현 | 부산체고   | 1994. 03. 09   | 제49회 전국 수영 선수권 대회              | 대한민국 전주         | 전주실내수영장         |                                     |        |
|   | 30초 27 | - 0.03초 | 이지현 | 부산체고   | 1995. 03. 07   | 제50회 전국수영대회 (예선)                | 대한민국 제주         | 제주 실내 수영장       | [ 10 ]                              |        |
|   | 30초 22 | - 0.05초 | 이지현 | 부산체고   | 1995. 03. 07   | 제50회 전국수영대회 (결선)                | 대한민국 제주         | 제주 실내 수영장       | [ 11 ]                              |        |
|   | 30초 12 | - 0.10초 | 이지현 | 부산체고   | 1996. 03. 21   | 제51회 회장배전국수영대회                 | 대한민국 부산         | 사직 실내 수영장       | [ 12 ]                              |        |
|   | 30초 02 | - 0.10초 | 심민지 | 대전체고   | 2001. 03. 17   | 제1회 아레나 코리아 오픈 수영 선수권 대회 | 대한민국 제주         | 제주 실내 수영장       | 예선                                |        |
|   | 29초 84 | - 0.18초 | 심민지 | 대전체고   | 2001. 03. 17   | 제1회 아레나 코리아 오픈 수영 선수권 대회 | 대한민국 제주         | 제주 실내 수영장       | 결선                                |        |
|   | 29초 62 | - 0.22초 | 심민지 | 대전체고   | 2001. 04. 24   | 73회 동아 수영 대회                       | 대한민국 부산         | 사직 실내 수영장       | 결선                                |        |
|   | 29초 50 | - 0.12초 | 심민지 | 엑스포     | 2002. 03. 22   | 제2회 코리아 오픈 수영 대회               | 대한민국 제주         | 제주 실내 수영장       |                                     |        |
|   | 29초 50 | - 0.07초 | 심민지 | 연세대     | 2002. 03. 27   | 제3회 코리아 오픈 수영 대회               | 대한민국 제주         | 제주 실내 수영장       |                                     |        |
|   | 29초 41 | -0. 02초 | 심민지 | 연세대     | 2003. 07. 23   | 제10회 세계 수영 선수권 대회              | 스페인 바르셀로나     | 팔라우 상 조르디       | 예선                                |        |
|   | 29초 05 | - 0.36초 | 심민지 | 연세대     | 2003. 07. 24 * | 제10회 세계 수영 선수권 대회              | 스페인 바르셀로나     | 팔라우 상 조르디       | 준결선 12위                         |        |
|   | 28초 95 | - 0.10초 | 이남은 | 효정고     | 2005. 07. 27   | 제11회 세계 수영 선수권 대회              | 캐나다 몬트리올       |                        | 준결선 종합 7위.                    |        |
|   | 28초 87 | - 0.08초 | 이주형 | 경남체육회 | 2010. 10. 10   | 제91회 전국 체육 대회                     | 대한민국 창원         | 창원 실내 수영장       |                                     |        |
|   | 28초 80 | - 0.07초 | 이주형 | 경남체육회 | 2010. 11. 15   | 제16회 아시안 게임                        | 중화인민공화국 광저우 | 아오티 수영장          | 결선 5위.                           |        |
|   | 28초 67 | - 0.13초 | 이주형 | 울산시청   | 2012. 10. 13   | 제93회 전국 체육 대회                     | 대한민국 대구         | 두류 수영장            | 결선 1위.                           |        |
|   | 28초 46 | - 0.21초 | 박한별 | 부산체고   | 2014. 06. 29   | 제63회 회장배 겸 KBS배 전국수영대회       | 대한민국 김천         | 김천실내수영장         | 여고부 결선                         |        |
|   | 28초 40 | - 0.06초 | 박한별 | 부산체고   | 2014. 07. 19   | MBC배 전국 수영 대회                      | 대한민국 김천         | 김천실내수영장         | 예선                                |        |
|   | 28초 32 | - 0.08초 | 박한별 | 부산체고   | 2014. 09. 23   | 제17회 아시안 게임                        | 대한민국 인천         | 문학 박태환 수영장     | 결선 4위                            |        |
|   | 28초 30 | - 0.02초 | 유현지 | 전북체육회 | 2016. 04. 20   | 제88회 동아수영대회                       | 대한민국 광주         | 광주 남부대 국제수영장 | 일반부 예선                         |        |
|   | 28초 17 | - 0.13초 | 유현지 | 전북체육회 | 2016. 04. 20   | 제88회 동아수영대회                       | 대한민국 광주         | 광주 남부대 국제수영장 | 일반부 결선                         |        |
|   | 28초00  | - 0.17초 | 김승원 | 구성중학교 | 2024.03.26     | KB긍융 코리아 스위밍 챔피언쉽             | 대한민국 김천         | 김천실내수영장         | 일반부 결선                         |        |
|   | 27초 84 | - 0.16초 | 김승원 | 구성중학교 | 2024.05.25     | 제53회 전국 소년 체육대회                 | 대한민국 목포         | 목포실내수영장         | 15세이하 결선                       |        |

## 같이 보기
- 수영 배영 50m 세계 기록 추이
- 수영 대한민국 기록